# Calandula
Calandula o Kalandula (fins 1975 Duque de Bragança) és un municipi de la província de Malanje. Té una extensió de 70.037 km² i 87.017 habitants. Comprèn les comunes de Calandula, Cuale, Kateco Kangola, Kinge i Kota. Fou fundat el 2 de setembre de 1929 Limita al nord amb els municipis de Cangola i Massango, a l'est amb els de Marimba, Caombo, Cuaba Nzogo i Malanje, la sud amb el de Cacuso, i a l'oest amb els de Samba Caju i Ambaca.
Al municipi hi ha les famoses cascades Calandula, així com les de Musseleji, de Mactao-a Luando i de Mbango-a Nzenza.
Fins 1975 el municipi fou denominat Duque de Bragança, en homenatge al rei Pere V de Portugal, que aleshores tenia el títol monàrquic de Duc de Bragança.